# Marta Riutort
Marta Riutort (* 2. Hälfte des 20. Jahrhunderts) ist eine spanische Zoologin und Hochschullehrerin.

## Wissenschaftliche Laufbahn
Im Jahr 1984 erhielt Riutort ihren Bachelor an der Universität Barcelona. Sie wurde 1991 an derselben Universität promoviert. In ihrem Promotionsstudium beschäftigte sie sich mit der Systematik von Planarien, die im Süßwasser leben.
Seit dem Jahr 2000 ist sie außerordentliche Professorin an der Universität Barcelona, wo sie Genetik, Evolution und molekulare Phylogenetik lehrt.

## Forschungsgebiet
Riutort erforscht die evolutionären Prozesse, die zu einer Vielfalt und Verbreitung von Arten führen. Des Weiteren erforscht sie sexuelle und asexuelle Reproduktion von Lebewesen. Als Modellorganismen dienen hierbei vor allem Süßwasser- und Landplanarien aus dem Mittelmeerraum und dem brasilianischen, atlantischen Regenwald. Zu diesem Zweck leitet sie Marta Riutort’s Lab, ein Labor, in dem morphologische und molekulargenetische Verfahren eingesetzt werden. Die Datenbank wurde von einer ursprünglich ausschließlichen Planariendatenbank auf Vögel und Wale erweitert. Seit November 2018 wird von dem Labor auch ein Blog veröffentlicht, der über wissenschaftliche Ergebnisse der Forschungsgruppe informiert.

## Veröffentlichungen (Auswahl)
- Marta Riutort, Kate G. Field, Rudolf A. Raff, Jaume Baguña: 18S rRNA sequences and phylogeny of platyhelminthes. In: Biochemical Systematics and Ecology. Band 21, Nr. 1, 1993, S. 71–77, doi:10.1016/0305-1978(93)90010-O (englisch).
- Jaume Baguñà & Marta Riutort: The dawn of bilaterian animals: the case of acoelomorph flatworms. In: BioEssays. Band 26, Nr. 10, 2004, S. 1046–1057, doi:10.1002/bies.20113 (englisch).
- Marta Álvarez-Presas, Jaume Baguñà & Marta Riutort: Molecular phylogeny of land and freshwater planarians (Tricladida, Platyhelminthes): From freshwater to land and back. In: Molecular Phylogenetics and Evolution. Band 47, Nr. 2, 2008, S. 555–568, doi:10.1016/j.ympev.2008.01.032 (englisch).
- Fernando Carbayo, Marta Álvarez-Presas, Cláudia T. Olivares, Fernando P. L. Marques, Eudóxia M. Froehlich & Marta Riutort: Molecular phylogeny of Geoplaninae (Platyhelminthes) challenges current classification: proposal of taxonomic actions. In: Zoologica Scripta. Band 42, Nr. 5, 2013, S. 508–528, doi:10.1111/zsc.12019 (englisch).
- Fernando Carbayo, Marta Álvarez-Presas, Hugh D. Jones & Marta Riutort: The true identity of Obama (Platyhelminthes: Geoplanidae) flatworm spreading across Europe. In: Zoological Journal of the Linnean Society. Band 177, Nr. 1, 2016, ISSN 0024-4082, S. 5–28, doi:10.1111/zoj.12358 (englisch).